# Terremoto del Gujarat del 2001
Il terremoto del Gujarat fu un evento sismico che avvenne il 26 gennaio 2001 nello stato del Gujarat, in India, proprio mentre il paese si apprestava a celebrare la sua 52ª Festa della Repubblica. La scossa, di magnitudo 7,9 sulla scala Richter, colpì maggiormente il Distretto del Kutch (o Kachchh), con effetti particolarmente devastanti nel capoluogo Bhuj, dove quasi il 95% delle abitazioni della città, situata nei pressi dell'epicentro, è andato distrutto.
Furono rasi al suolo più di 450 villaggi e città, tra cui anche Anjar, la seconda città della regione, e Bhachau.
Inizialmente, secondo una prima supposizione, si pensava che le vittime provocate dal sisma fossero state 100.000, ma successivamente venne stimato che il terremoto provocò circa 20.000 morti e 166.000 feriti. 18 morti si registrarono anche nel Pakistan sud-orientale. Altre stime parlano invece di 30.000 vittime.

Tra le vittime vi furono 400 scolari di Anjar, che rimasero schiacciati dalle macerie degli edifici mentre marciavano lungo la via per la Parata del giorno della Repubblica.

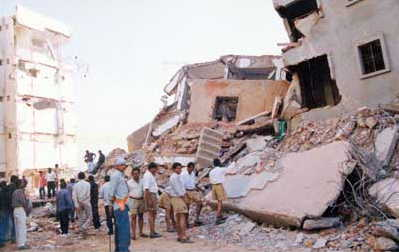
Effetti del terremoto